# Hormiitis elliptivalva
Hormiitis elliptivalva är en stekelart som beskrevs av Van Achterberg 1995. Hormiitis elliptivalva ingår i släktet Hormiitis och familjen bracksteklar. Inga underarter finns listade i Catalogue of Life.